# Pins-Justaret
Pins-Justaret is een gemeente in het Franse departement Haute-Garonne (regio Occitanie). De plaats maakt deel uit van het arrondissement Muret. Pins-Justaret telde op 1 januari 2022 4.377 inwoners.

## Geografie
De oppervlakte van Pins-Justaret bedroeg op 1 januari 2022 4,51 vierkante kilometer; de bevolkingsdichtheid was toen 970,5 inwoners per km².

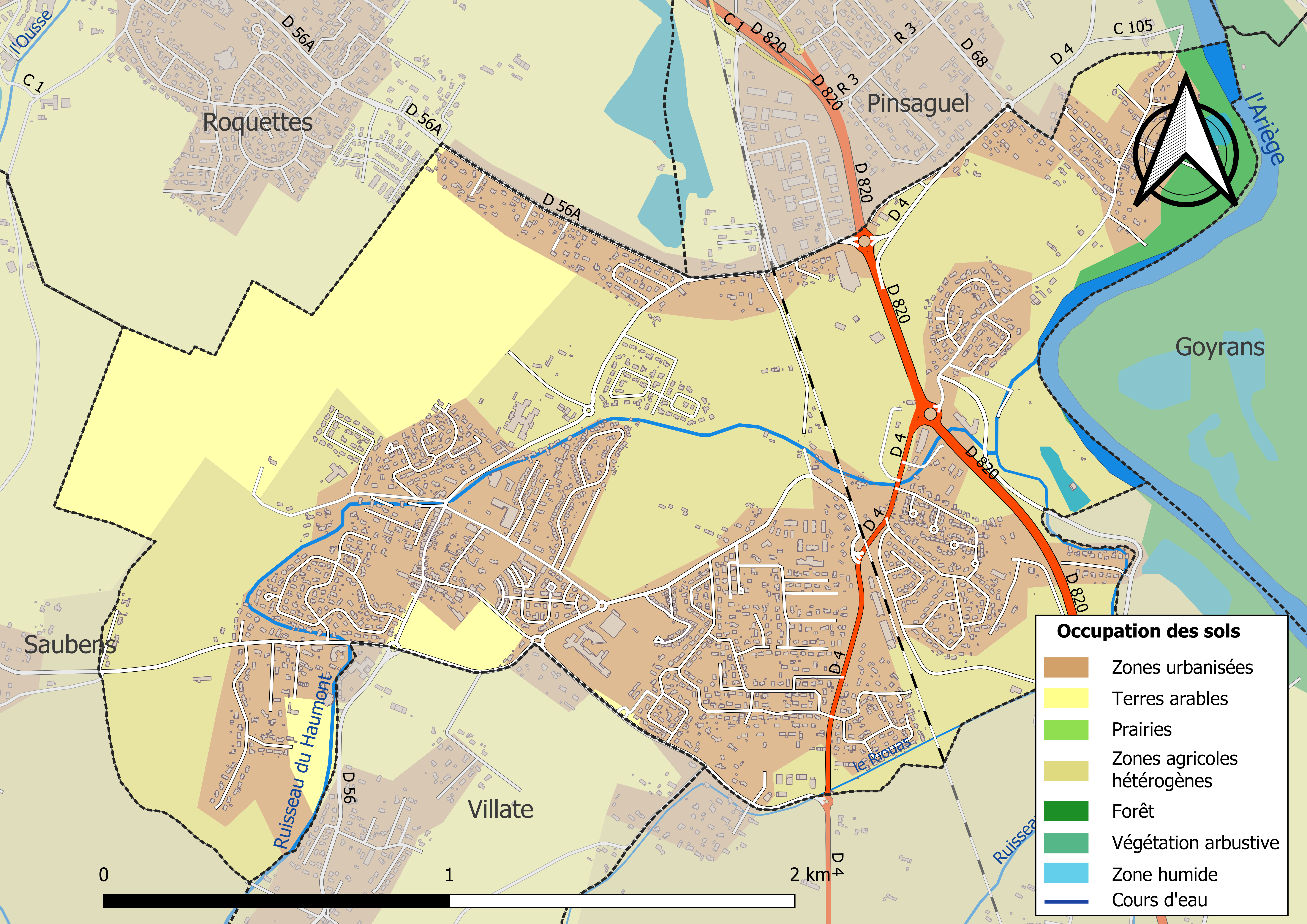
Kaart van de gemeente met belangrijkste infrastructuur, bodemgebruik en omliggende gemeenten

## Verkeer en vervoer
In de gemeente ligt spoorwegstation Pins-Justaret.

## Demografie
Onderstaande figuur toont het verloop van het inwonertal (bron: INSEE-tellingen).